# Antoni García-Ruiz i Rosselló
Antoni García-Ruiz i Rosselló (Palma, 1915-2003) fou un militar i arquitecte mallorquí, amb una obra que oscil·la entre el racionalisme i el regionalisme. Era fill del militar Luis García Ruiz, nomenat governador civil de Mallorca en esclatar la Guerra Civil.
García-Ruiz es titulà el 1941 i es doctorà el 1963 per l'Escola Tècnica Superior d'Arquitectura de Barcelona. Fou destinat, com a militar a Barcelona (1933-36 i 1939-42) i a Sevilla (1937-39). Fou arquitecte municipal de l'Ajuntament de Palma (1943-67). Projectà la reforma del Cementeri Municipal de Palma (1941) i dirigí les obres del Mercat de l'Olivar (1947). Projectà l'edifici de la Sala Augusta (1946-48) de Palma, el monument a Santiago Rusiñol (1947), a Son Armadans, i la capella catòlica del Cementeri Municipal, de Palma (1968). Fou autor de nombrosos edificis d'habitatges i d'hotels i de reformes d'edificis privats, a diversos indrets de Mallorca. Com a pintor, el 1970, realitzà la primera exposició a Palma, on tornà a exposar el 1979 i el 1980. Cultivà la temàtica paisatgística dins un corrent postimpressionista d'influència local. Utilitzà les tècniques de l'aquarel·la i de l'oli. Fou autor de l'estudi arquitectònic Sarrià (1990), sobre aquesta possessió. Fou membre (1953-2003) i president (1989-2003) de la Reial Acadèmia de Belles Arts de Sant Sebastià.